# Dekanat Viechtach
Das Dekanat Viechtach war eins der (bis 2022) 33 Dekanate des Bistums Regensburg. Zum 1. März 2022 wurde es mit dem Nachbardekanat Deggendorf-Plattling zum Dekanat Deggendorf-Viechtach zusammengelegt. Es gehörte zur Region III – Straubing-Deggendorf des Bistums.
Zum Dekanat gehörten die nachfolgend aufgeführten Seelsorgeeinheiten (Stand: 2013). Die „führende“ Pfarrei, meistens der Sitz des zuständigen Pfarrers und des Pfarramtes, wird zuerst aufgeführt, die an der Pfarreiengemeinschaft beteiligten Pfarreien sind durch Semikolon getrennt, alle zu einer Pfarrei gehörigen Exposituren, Benefizien und Filialen werden direkt nach der jeweiligen Pfarrei, vor dem trennenden Semikolon, aufgezählt. Die Liste ist alphabetisch nach den Ortsnamen der führenden Pfarreien geordnet.
- Pfarrei St. Bartholomäus Arnbruck; Pfarrei St. Ägidius Drachselsried, dazugehörig Expositur Mariä Namen Oberried
- Pfarrei St. Johannes Nepomuk Bayerisch Eisenstein, dazugehörig Nebenkirche Unsere Liebe Frau (im Untergeschoss der Pfarrkirche) Bayerisch Eisenstein
- Pfarrei Mariä Himmelfahrt Bodenmais; Pfarrei St. Nikolaus Böbrach, dazugehörig Nebenkirche St. Michael Asbach, Nebenkirche St. Magdalena Maisried, Nebenkirche Herz Jesu Oberauerkiel
- Pfarrei St. Anna Gotteszell
- Pfarrei Hl. Dreifaltigkeit Kollnburg; Pfarrei St. Magdalena Kirchaitnach, dazugehörig Nebenkirche Mater Dolorosa Allersdorf
- Pfarrei St. Johannes Moosbach; Pfarrei St. Georg Prackenbach, dazugehörig Filiale St. Peter und Paul Krailing
- Pfarrei St. Laurentius Ruhmannsfelden, dazugehörig Nebenkirche Unsere Liebe Frau (Osterbrünnl, Wallfahrtskapelle) Ruhmannsfelden, Nebenkirche Maria Schnee Prünst; Pfarrei St. Jakob Achslach
- Pfarrei St. Margareta Teisnach, dazugehörig Nebenkirche Pius X. Fernsdorf, Nebenkirche St. Margarete Geiersthal, Nebenkirche Mariä Himmelfahrt Kaikenried; Pfarrei St. Peter und Paul March, dazugehörig Nebenkirche Mariä Geburt Arnetsried; Pfarrei St. Martin Patersdorf, dazugehörig Nebenkirche Unsere Liebe Frau Frankenried
- Pfarrei St. Augustin Viechtach, dazugehörig Expositur Hl. Kreuz Schönau, Kuratbenefizium St. Matthäus Wiesing, Filiale St. Ägidius Altnußberg, Filiale Herz Jesu Ayrhof, Nebenkirche St. Anna Viechtach, Nebenkirche St. Antonius Viechtach, Nebenkirche Krankenhaus-Kapelle Viechtach, Nebenkirche Unsere Liebe Frau Schlatzendorf